# Rafael Urdaneta

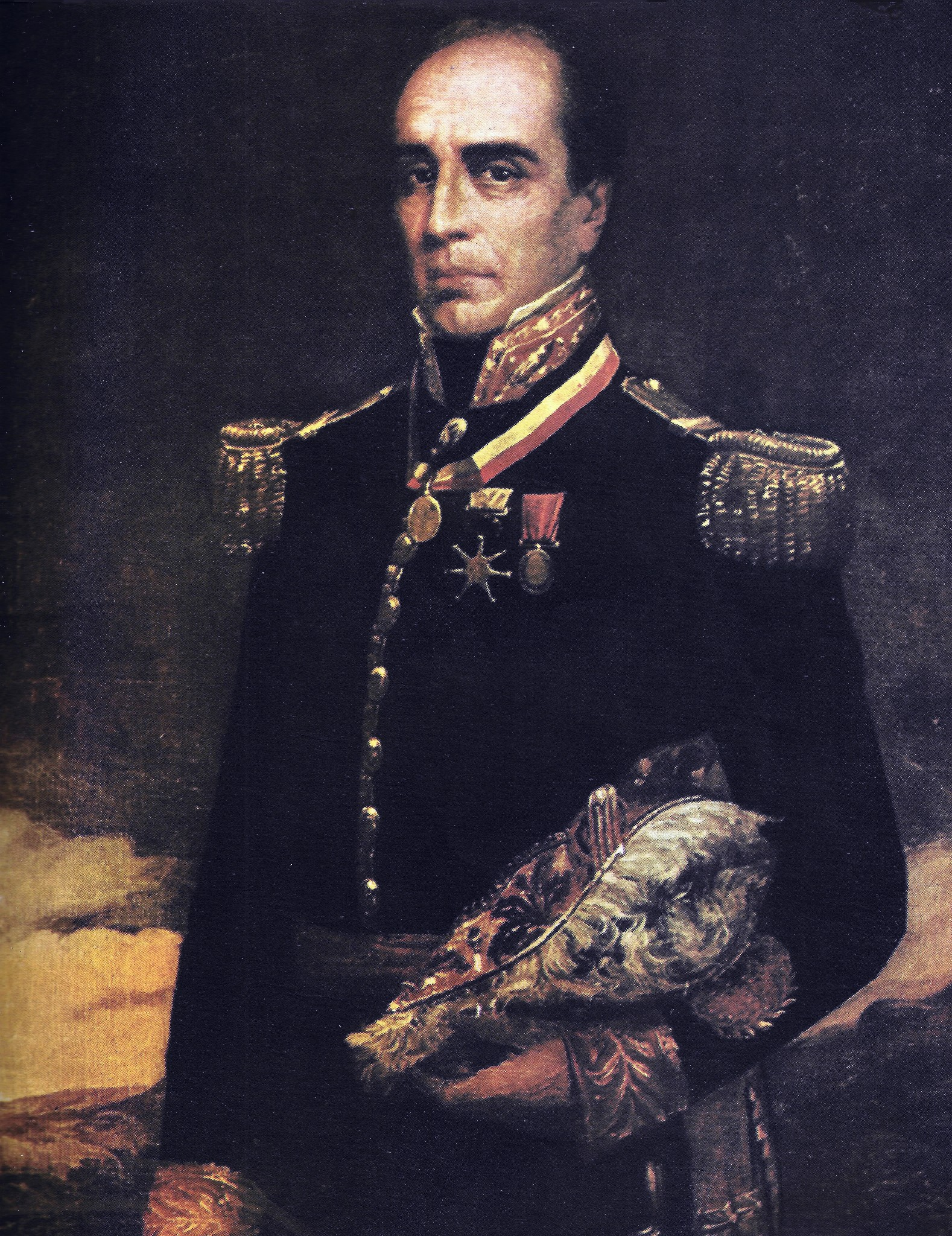
Rafael Urdaneta

Rafael José Urdaneta y Farías (* 24. Oktober 1788 in Maracaibo, Venezuela; † 23. August 1845 in Paris) war ein Oberkommandierender der Großkolumbischen Armee, Kommandeur der Ehrengarde, Präsident Großkolumbiens und Kriegsminister in Großkolumbien und Venezuela.

## Leben

### Vor dem Krieg
Rafael José Urdaneta Farías, der Sohn spanischer Einwanderer, erhielt in Maracaibo seine Grundausbildung. Anschließend studierte er in Caracas Latein, bevor er 1799, wieder in Maracaibo, sein Philosophiestudium begann. 1804 holte den Sechzehnjährigen sein Onkel nach Bogotá. Als oberster Buchprüfer des Rechnungshofs leitete er den jungen Rafael beim Abschluss seiner Studien an und verschaffte ihm anschließend eine Stelle als Dritter Beamter des Rechnungshofs, zuständig für die Soldzahlung der Kolonialtruppen. Diese Aufgabe erfüllte er so effizient, dass ihn die Königliche Hacienda-Versammlung dafür belobigte.

### Militärkarriere in Kolumbien
Mit dem Beginn des Aufstands in Bogotá am 20. Juli 1810 schloss er sich den Separatisten an und war im November Leutnant im ersten (regulären) Bataillon der Neu-Grenadiner Union (siehe: Erste Republik Kolumbien). Bei der Teilnahme am Südfeldzug gegen Pasto wurde er für seine Leistung in der Schlacht am Unteren Palacé (Bajo Palacé; Unterlauf des Flüsschens Palacé, ca. 15 km nördlich von Popayán, Departamento Cauca) am 28. März 1811 zum Hauptmann befördert. Bereits ein halbes Jahr später war er Major im 3. Bataillon, im November 1812 Oberstleutnant. Im Mai 1812 war er Unterzeichner beim Akt von Sogamoso, bei dem ein Vertrag zwischen den Zentralisten Bogotás unter Antonio Nariño und dem föderalistischen Kongress von Tunja zur Vermeidung eines Bürgerkriegs vereinbart wurde. Anschließend war er als Offizier bei den Kämpfen zwischen Zentralisten und Föderalisten aktiv. Bei den finalen Kämpfen um Bogotá geriet er im Januar 1813 in Gefangenschaft.

### Bei Bolívar
Bereits wenige Monate später, Ende April, wurde er vom Kongress in Tunja zusammen mit anderen föderalistischen Kriegsgefangenen Simón Bolívar unterstellt, welcher gerade seine Campaña Admirable vorbereitete (siehe auch Unabhängigkeitskriege in Venezuela). Urdaneta diente unter General José Félix Ribas bei Niquitao (2. Juli) und unter Simón Bolívar bei Taguanes (31. Juli), inklusive der daran anschließenden Verfolgung. In letztgenanntem Zusammenhang zeichnete er sich bei der Einkesselung der Spanier aus, was ihm eine Lobrede Bolivars vor dem Kongress der Union Neu-Granadas einbrachte. Drei Wochen später trat er im Rahmen der Einnahme der Festung Las Vigias mit Teilen von Puerto Cabello zusammen mit Atanasio Giradot hervor und half bei Barbúla (Estado Carabobo, ca. 15 km nördlich von Valencia) am 30. September den Ausbruchsversuch der Spanier unter Fregattenkapitän Domingo de Monteverde, die Verstärkung erhalten hatten, zu vereiteln. Diese Aktionen brachten ihm die Beförderung zum Obersten ein.
Im darauffolgenden halben Jahr focht Urdaneta gegen den von Coro anrückenden General José Ceballos und verteidigte Valencia tagelang erfolgreich gegen die 13-fach überlegenen Spanier, bis Entsatz kam. Bolívar hatte ihm die Verteidigung der wichtigen Stadt am Westrand der Zentralregion bis zum Tod befohlen, während er selbst dem Angriff von José Tomás Boves in San Mateo trotzte. Zuvor, im März, hatte er San Carlos nach fünf Tagen Belagerung aufgeben müssen. Nach der verheerenden Niederlage bei der zweiten Schlacht von La Puerta (ein enges Tal zwischen Villa de Cura und San Juan de los Morros im südlichen Küstengebirge) am 15. Juni 1814 (die letztlich das Ende der Zweiten Republik einleitete), führte er die Reste des republikanischen Heeres im Westen Venezuelas wieder zusammen und brachte es in den folgenden Monaten an den Truppen von Sebastian de la Calzada in den Mérida-Anden vorbei und durch Casanare auf die kolumbianische Ostkordillere, wo Francisco de Paula Santander gerade mit Gregor MacGregor königstreue Guerillas, auch aus Venezuela, besiegt hatte. Hier traf er den aus Ostvenezuela geflüchteten Bolívar und stellte diesem seine Truppen zur endgültigen Befriedung der Zentralisten in Bogotá im Dezember 1814 zur Verfügung. Für diese Operation ernannte ihn die Neu-Grenadiner Union zum Divisionsgeneral.

### Bei den letzten Widerstandskämpfern in der venezolanisch-kolumbianischen Grenzregion
1815 stemmte er sich vergeblich gegen die Einnahme Neu-Granadas durch Pablo Morillos Expeditionsheer. Nach seiner Niederlage von Chitága gegen die Truppen von de la Calzada und Miguel de la Torre (25. November 1815, Departamento Norte de Santander, ca. 45 km östlich von Bucaramanga) und dem Fall Bogotás, schlug er sich zu José Antonio Paez in die Llanos von Apure und Casanare durch, um sich den Resten der Patrioten von Neu-Granada und Venezuela anzuschließen. Er war unter Paez an Aktionen wie in El Yagual 8.–11. Oktober 1816 und Achaguas im Juni und September 1816 beteiligt. Nach schweren Differenzen mit Paez, denen ein General und ein Oberst zum Opfer fielen, begab er sich mit seinen Soldaten in die venezolanischen Anden, wo er eine Niederlage erlitt und sich Richtung Osten durchschlug.

### Bolívars loyalster Mitarbeiter
Im Frühjahr 1817 traf Urdaneta in Barcelona auf den unter Santiago Mariño dienenden Juan Bautista Arismendi und begab sich zum Stab. Unbeeindruckt von den Machtspielen zwischen Mariño und Bolívar, der im August mit einer zweiten Hilfsexpedition aus Haiti eingetroffen war, leistete Urdaneta seine Arbeit. Er war beim Kongress von Cariaco Anfang Mai, aber beteiligte sich, wie einige andere auch, nicht an der Untergrabung der Autorität Bolívars durch Mariño. Urdaneta begleitete Bolívar auf dessen Feldzügen gegen Cumaná, Guyana und Angostura in der zweiten Jahreshälfte 1817. Er war der vorsitzende Richter des Militärtribunals gegen den General Manuel Piar, den Bolívar exemplarisch wegen fortgesetzter Insubordination in den eigenen Reihen hinrichten ließ. Urdaneta sprach im Auftrag Bolívars das Urteil, drängte jedoch, wie auch andere Prozessbeteiligte, vergeblich darauf, Piar als Zivilisten am Leben zu lassen.
Erst in der Endphase der Zentrumskampagne Bolívars 1818 kam er erneut zum Einsatz und zog sich am Semen (Bach in der La Puerta-Schlucht am 16. März 1818) eine Schussverletzung zu. Im Rahmen der Planung des Neu-Granada-Feldzugs 1819 band er durch seine Unternehmungen von der Insel Margarita aus nicht nur wichtige Kräfte der Spanier in Ostvenezuela, er eroberte am 17. Juli 1819 den Hügel von Barcelona mit seinem von europäischen Söldnern verstärkten Heer. Die Stadt fiel am selben Tag (vgl. Biographie Johann von Uslar). Am 5. August nahm er eine Artilleriestellung bei Cumaná, ohne jedoch sein Ziel, die Stadt zu erobern, erreichen zu können.
Der zeitgleich in Neu-Granada (siehe die Schlacht von Boyacá) erfolgreiche Bolívar machte ihn in Bogotá zum Generalkommandeur der Ehrengarde, nachdem Amtsinhaber José Antonio Anzoátegui an einem Hirnschlag gestorben war. Als Deputierter im Verfassungsgebenden Kongress von Angostura im Dezember 1819 und Januar 1820 sammelte er politische Erfahrungen. Später war er im Nordwesten Kolumbiens mit der Vorbereitung der Eroberung seiner Heimatstadt Maracaibo beschäftigt. Daneben verhandelte er auch in der Delegation der Separatisten mit den Spaniern den Vertrag von Santa Ana, den Bolívar und Pablo Morillo am 26. November 1820 unterzeichneten.
Im Januar 1821 brach Urdaneta mit Hilfe von einheimischen Patrioten eigenmächtig den Waffenstillstand und besetzte Maracaibo, was Bolívar ungeahndet ließ bzw. am Verhandlungsort Cúcuta gegenüber General Miguel de la Torre sogar verteidigte. Anschließend marschierte Urdaneta durch die Merída-Anden nach San Carlos, um seine Truppen dort Bolívar für die 2. Schlacht von Carabobo am 24. Juni zur Verfügung zu stellen. Obwohl er selbst krankheitsbedingt in Carota zurückblieb, ernannte ihn Bolívar im Juli zum Kommandierenden General der Großkolumbischen Armee und übertrug ihm die Befehlsgewalt über die venezolanischen Westprovinzen.

### Nach dem Krieg
1822, in Bogotá, übernahm er den Oberbefehl über die Großkolumbische Armee, saß als Senator Maracaibos im Kongress von Großkolumbien und präsidierte in der Kommission zur Rückführung enteigneter Güter. Ende 1823 wurde er für ein Jahr zum Präsidenten des großkolumbischen Kongresses gewählt. Anschließend begab er sich als Gouverneur seiner Heimatprovinz Zulia nach Maracaibo. Bei der Cosiata, einem Separatistenaufstand in Valencia im Januar 1826, stellte sich Urdaneta gegen die Abspaltungsbemühungen von José Antonio Paez und loyal zu Bolívar und Großkolumbien.
Nachdem er den Gouverneursposten in Zulia 1827 niedergelegt hatte, wurde er erneut zum Oberbefehlshaber des Großkolumbischen Heeres ernannt. Nach seinen Todesurteilen als Richter der Bolívar-Attentäter vom 25. September 1828 (deren Schuld allerdings nicht in jedem Fall nachweisbar war), wurde er zum Kriegsminister ernannt. 1830, nach der Abdankung Bolívars und dem Aufstand gegen Präsident Joaquín Mosquera, übernahm Urdaneta für ein halbes Jahr provisorisch die Präsidentschaft, um Bolívar erneut ins Amt zu bringen. Wie Bolívar vorher, scheiterte auch er an seinem Einsatz diktatorischer Mittel und musste zurücktreten.

### Nach dem Tod Bolívars
Urdaneta zog sich über ein Jahr lang nach Curaçao zurück, bis er sich Ende 1832 auf einer seiner Haciendas in der Provinz Coro der Landwirtschaft widmete. Bei einem Aufstand in Maracaibo 1834 entsann sich die Provinzregierung Urdanetas und er stellte die verfassungsmäßige Ordnung in ihrem Auftrag militärisch wieder her. Als er sich im darauf folgenden Jahr erneut mit Aufständen beschäftigen musste, geschah dies in der Funktion des stellvertretenden Oberbefehlshabers der Republik.
Die Erfolge brachten ihm die Popularität, die nötig war, um 1837 als Senator von Coro für den venezolanischen Nationalkongress gewählt zu werden. Ab 1838 war Urdaneta Kriegsminister, er wurde jedoch bereits 1839 wieder entlassen. Erst als Gouverneur von Guyana 1842 gelang es ihm wieder, auf nationaler Ebene Fuß zu fassen. Seinem Ruf war auch die Grablegung des Libertadors in Caracas zuträglich, welche er in seiner Eigenschaft als Präsident der von ihm im Vorjahr gegründeten Bolívarianischen Gesellschaft erwirkt hatte. 1843 kehrte Urdaneta ins Kabinett zurück und verantwortete erneut das Ressort Krieg und Marine.
1845 war ein Vertrag über die Anerkennung, Frieden und Freundschaft mit Spanien geschlossen worden, dessen vom venezolanischen Kongress ratifizierte Fassung der 56-jährige Urdaneta in einem Festakt in Madrid besiegeln sollte. Er war mit Sondervollmachten zum Nachverhandeln ausgestattet und hatte auch einen entsprechenden Auftrag. Nach seiner Ankunft in London diagnostizierten die Ärzte Nierensteine, auf deren sofortige Operation man drängte. Urdaneta verstarb auf seiner Weiterreise in Paris, ohne seine Mission erfüllen zu können.
Seine sterblichen Überreste, die noch 1845 im Kloster San Francisco in Caracas beerdigt wurden, ruhen seit 1876 im Pantéon Nacional in Caracas. Die 1962 fertiggestellte Brücke über den Maracaibo-See trägt seinen Namen. Der älteste Sohn Rafael Guillermo Urdaneta reüssierte ebenfalls beim Militär und in der Politik, fiel jedoch als designierter Präsidentschaftskandidat 1862 in einem Gefecht des „Guerra federal“.